# Randy Edwini-Bonsu
Randy Edwini-Bonsu (ur. 20 kwietnia 1990 w Kumasi) – kanadyjski piłkarz pochodzenia ghańskiego grający na pozycji napastnika. Od 2013 nie posiada przynależności klubowej.

## Kariera klubowa
Swoją karierę piłkarską Edwini-Bonsu rozpoczął w Vancouver Whitecaps, gdzie w latach 2008-2009 grał w zespole U-23. W 2008 roku stał się też zawodnikiem pierwszego zespołu i występował w nim do końca 2010 roku.
W 2011 roku Edwini-Bonsu przeszedł do fińskiego drugoligowca, AC Oulu. Zadebiutował w nim 2 czerwca 2011 w wygranym 4:0 wyjazdowym meczu z FC Hämeenlinna, w którym strzelił gola. W sezonie 2011 zdobył łącznie 16 bramek w 20 rozegranych meczach.
Na początku 2012 roku Edwini-Bonsu został zawodnikiem Eintrachtu Brunszwik. Swój debiut w nim zaliczył 5 lutego 2012 w przegranym 1:2 wyjazdowym spotkaniu z Eintrachtem Frankfurt. W sezonie 2012/2013 wywalczył z Eintrachtem awans z drugiej do pierwszej ligi. Po sezonie 2012/2013 odszedł z Eintrachtu.
| Sezon   | Klub                          | Kraj              | Rozgrywki              | Mecze | Bramki |
| ------- | ----------------------------- | ----------------- | ---------------------- | ----- | ------ |
| 2008    | Vancouver Whitecaps           | Stany Zjednoczone | USL First Division     | 4     | 0      |
| 2008    | Vancouver Whitecaps Residency | Stany Zjednoczone | PDL Northwest Division | 15    | 9      |
| 2009    | Vancouver Whitecaps           | Stany Zjednoczone | USL First Division     | 10    | 0      |
| 2009    | Vancouver Whitecaps Residency | Stany Zjednoczone | PDL Northwest Division | 8     | 2      |
| 2010    | Vancouver Whitecaps           | Stany Zjednoczone | USSF Division 2        | 18    | 2      |
| 2011    | AC Oulu                       | Finlandia         | Ykkönen                | 20    | 16     |
| 2011/12 | Eintracht Brunszwik           | Niemcy            | 2. Bundesliga          | 8     | 0      |
| 2012/13 | Eintracht Brunszwik           | Niemcy            | 2. Bundesliga          | 8     | 0      |

## Kariera reprezentacyjna
W swojej karierze Edwini-Bonsu grał w młodzieżowych reprezentacjach Kanady. W dorosłej reprezentacji Kanady zadebiutował 1 lutego 2010 roku w przegranym 0:1 towarzyskim meczu z Jamajką, rozegranym w Kingston. W 2013 roku został powołany do kadry na Złoty Puchar CONCACAF 2013.